# Pawel Timofejewitsch Gorgulow

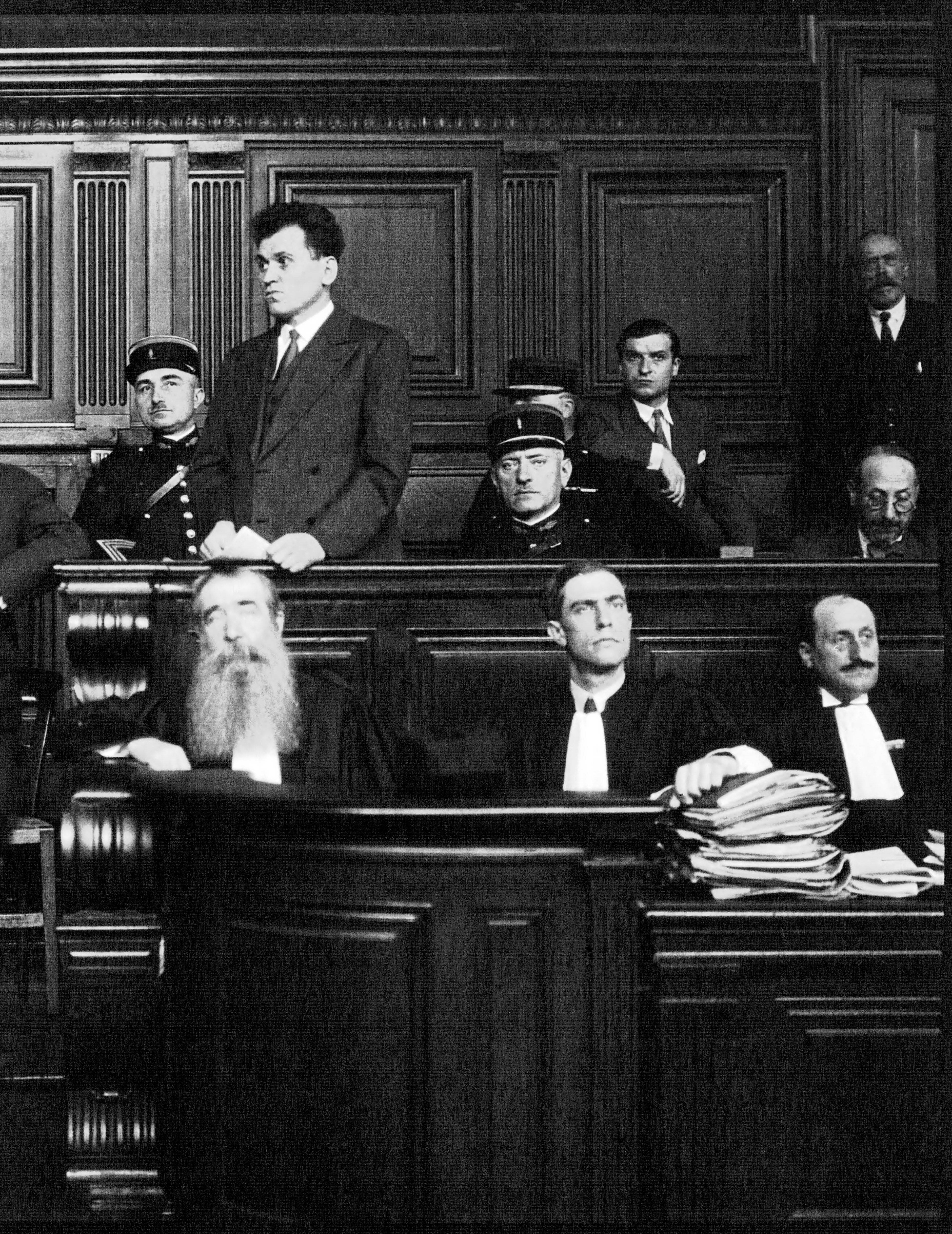
Pawel Timofejewitsch Gorgulow, 1932

Pawel Timofejewitsch Gorgulow (russisch Павел Тимофеевич Горгулов, wiss. Transliteration Pavel Timofeevič Gorgulov, in französisch- und englischsprachigen Ländern übliche Namensformen Paul Gorguloff und Paul Gorgulov; * 29. Juni 1895 in Labinskaja, Russland; † 14. September 1932 in Paris) war der Mörder des französischen Staatspräsidenten Paul Doumer. Als Schriftsteller trat er auch unter dem Pseudonym Paul Bred oder Pavel Bred an die Öffentlichkeit.

## Leben
Der russische Arzt Gorgulow eröffnete Ende der 1920er-Jahre eine Praxis in Prag. Wegen mehrerer Verstöße gegen das ärztliche Standesrecht entzog man ihm jedoch die Approbation. Danach ging er nach Paris und heiratete dort in dritter Ehe eine vermögende Schweizerin, die ihm eine schriftstellerische Tätigkeit finanzierte. Ein Roman von Gorgulow erschien 1929 in deutscher Übersetzung unter dem Titel Der Nonne Sohn. Als Paul Bred veröffentlichte er 1932 in Paris in russischer Sprache ein Buch über die Skythen.
Im September 1931 erwarb er eine Aufenthaltserlaubnis für das Fürstentum Monaco, wo er sich bis zum 4. Mai 1932 aufhielt. Am Nachmittag des 6. Mai 1932 gab er im Hotel Salomon de Rothschild in der Rue Berryer in Paris mehrere Schüsse auf Staatspräsident Doumer ab, der dort eine Buchmesse besuchte. Doumer erlag in den frühen Morgenstunden des folgenden Tages seinen schweren Schussverletzungen.
Pawel Gorgulow, der im Ersten Weltkrieg am Kopf verletzt worden war, litt unter schwerer Paranoia und war geistig völlig verwirrt. Er bezeichnete sich selbst als den „wahren Diktator der nationalen panrussischen Partei“. Inmitten einer emotionsgeladenen Pressekampagne, in deren Verlauf immer wieder sein Kopf gefordert wurde, begann der Prozess gegen ihn vor dem zuständigen Schwurgericht in Paris am 25. Juli 1932. Gorgulow sprach dabei wenig über seine Tat, sondern hielt dem Gericht Vorträge über seine wirren politischen Ideen. Als Tatmotiv nannte er das fehlende Eingreifen Frankreichs gegen die Bolschewiki. Drei Psychiater gaben über seine Schuldfähigkeit Gutachten mit verschiedenen Ergebnissen ab. Bereits am 27. Juli erfolgte das Todesurteil.
Am 20. August wurde ein Revisionsantrag vom Kassationsgerichtshof in Paris abgewiesen. Die Französische Liga für Menschenrechte protestierte scharf gegen die drohende Hinrichtung eines schwer Geisteskranken, doch Doumers Nachfolger Albert Lebrun verweigerte die Umwandlung des Urteils in eine Freiheitsstrafe. Am 14. September 1932 wurde Pawel Gorgulow in Paris von Scharfrichter Anatole Deibler öffentlich mit der Guillotine enthauptet. Seine letzten Worte waren „Russland, mein Vaterland“.

## Eigene gedruckte Veröffentlichungen
- Der Nonne Sohn. Russischer Filmroman. Typosdruck, Olmütz 1929 (unter der Namensform Paul Gorgulow).
- Taina jizni Skifov. Société nouvelle d’éditions franco-slaves, Paris 1932 (unter der Namensform Paul Bred)

## Literarische Verarbeitungen
- George Bankoff: The President Died at Noon. King and Staples, London 1945. (Roman)
- Sergej Kudrjavcev: Variant Gorgulova. Roman iz gazet. Gileëiìa, Moskau 1999. ISBN 5-87987-012-X (Roman)

## Sachliteratur
- Hans Flesch-Brunningen: Vertriebene. Von Ovid bis Gorguloff. Elbenmühl-Verlag, Wien und Leipzig 1933.
- Michel Gorel: Pourquoi Gorguloff a-t-il tué? Nilsson, Paris 1935.
- José Agustín Martínez: Un magnicida: Paul Gorguloff. Montero, La Habana 1935.
- Karelle Vincent: Le régicide, de Saint Réjant à Gorguloff (1800-1932). Dissertation Universität Dijon 2000 (auf Microfiche).